# Джузі Малато
Джузі Малато (італ. Giusi Malato, 9 липня 1971) — італійська ватерполістка.
Олімпійська чемпіонка 2004 року.
Чемпіонка світу з водних видів спорту 1998, 2001 років, призерка 2003 року.